# いただきストリートMOBILE どんどん開店!増築中!
『いただきストリートMOBILE どんどん開店!増築中!』（いただきストリートモバイル どんどんかいてん ぞうちくちゅう）は、株式会社スクウェア・エニックスが携帯電話向けに配信しているボードゲーム。『いただきストリート』シリーズ第8作目にして、初めての携帯電話向けタイトル。

## 概要
前3作はスクウェア・エニックスのキャラをプレイヤーとし、他の作品とのコラボレーションをする点が押し出されていた。しかし、本作は『いたスト3』まで、特に『いたスト2』や『ゴージャスキング』の世界観が継承されている。
2007年10月1日の配信開始から、毎月新しいマップ1種と対戦キャラクターが追加されていき、2009年11月まで追加サポートが継続された。
2010年7月1日には『ファイナルファンタジー in いただきストリート MOBILE』が、さらに2011年2月3日には、左記タイトルのバージョンアップとなる『ドラゴンクエスト&ファイナルファンタジー in いただきストリート MOBILE』が配信開始された。

## 登場キャラクター

### 通常キャラクター
直原拓也（なおはら たくや）
15歳、中学3年生。てんびん座のO型。
インサイダー狙いの小額増資。5倍買いは行わない初心者向けキャラクター。チップ稼ぎの対戦相手としてはうってつけのキャラクター。
円谷明日香（つぶらや あすか）
14歳、中学2年生。ふたご座のA型。
インサイダー狙いの小額増資。セリフ設定をONにしておくと、意味不明な言葉を発しプレイヤーに精神的にプレッシャーをかけてくるタイプ。
Emily smith（エミリー・スミス）
27歳、英会話学校教師。おひつじ座のB型。
インサイダー狙いの小額増資。『2』や『GK』のキャラ的にはシェリーに近いものがあるが、謎の20株売りは行わない。
大道鉄彦（おおみち てつひこ）
19歳、大学生。さそり座のAB型。
自身のインサイダーを重視するが、手詰まりなら相乗りも仕掛けてくる。ランクの割には強いのでチップ稼ぎには向かない。夏彦とは叔父に当たる。
四万田平治（よもた へいじ）
77歳、農家。みずがめ座のO型。
エリア独占状態であっても相乗りを第一優先する事が多い、ちょっと異例のタイプ。膠着飽和状態となると、中々鬱陶しい。
神崎美咲（かんざき みさき）
30歳、派遣OL。しし座のA型。
戦術は心得ているが、相乗りをしないのが弱点。中盤での資金ショートは多い（＝競売・5倍買いに積極的）。
山田るる（やまだ るる）
年齢不詳、家事手伝い。おとめ座のAB型。
自身のインサイダーを重視するが、手詰まりなら相乗りも仕掛けてくる。ランクの割には強いのでチップ稼ぎには向かない。
西園寺撫子（さいおんじ なでしこ）
24歳、家事手伝い。おうし座のA型。
自身のインサイダーを重視するが、手詰まりなら相乗りも仕掛けてくる。西園寺姉妹の三女とのことだが、薫子や桜子と比べるとプロフィールも地味。
静まい（しずか まい）
21歳、メイド。てんびん座のA型。
インサイダー狙いで小額増資。相乗りをしないのが弱点。
小清水一男（こしみず かずお）
52歳、会社員。やぎ座のA型。
インサイダー狙いの小額増資。5倍買いは行わない初心者向けキャラクター。チップ稼ぎの対戦相手としてはうってつけのキャラクター。いたストを始めたきっかけについてよく語りたがるが、プレイを見ていると明らかに何も始まっていない。
海老島有香（えびしま ゆか）
23歳、ナビゲーター。みずがめ座のA型。
自身のインサイダーを重視するが、手詰まりなら相乗りも仕掛けてくる。
ボネット保子（ボネット やすこ）
49歳、セレブ主婦。かに座のB型。
ドラクエの魔物のようなビジュアルで周囲を圧倒し、意外と見落とされがちだがインサイダー重視で相乗りもする。中々攻守バランスが取れたキャラである。
桜井慶太（さくらい けいた）
18歳、大学生。おひつじ座のO型。
八神凛（やがみ りん）
19歳、大学生。ふたご座のO型。
藤峰大吾（ふじみね だいご）
33歳、IT会社社長。やぎ座のAB型。
I.S.Luck（アイ・エス・ラック）
29歳、ダンサー。いて座のO型。
大地もこ（だいち もこ）
0歳10ヶ月、赤ちゃん。おうし座のO型。
結城翔（ゆうき しょう）
24歳、ホスト。うお座のB型。

### 期間限定キャラクター
ビアンカ（Bianca）
『ドラゴンクエストV 天空の花嫁』から登場。マイペースに株持ち増資を仕掛けてくる。
フローラ（Flora）
『ドラゴンクエストV 天空の花嫁』から登場。相乗りが得意。